# Ковнір Степан Дем'янович
Степа́н Дем'я́нович Ковнір (*1695 — †1786) — український архітектор 18 століття, майстер українського бароко. Підданий Києво-Печерської лаври, автор багатьох споруд її архітектурного комплексу.

## Біографія
Народився 1695 року у селі Гвоздів на Київщині, що з 16 століття належало Київському Пустинно-Микільському монастирю. З молодих років працював каменярем.
Був підданним Києво-Печерської лаври (хоч і звільненим від усіх монастирських повинностей). Близько 1720 року переселився до Києва. Монастир зазнав великої пожежі у 1718 році. Тому тут розпочали великі відбудовчі роботи, в яких брав участь Ковнір. Спершу він працював під керівництвом Йогана Шеделя, Василя Нейолова та інших професійних зодчих, а з часом і сам отримав кваліфікацію «кам'яного будівництва майстра».
Вважається, що першими творами Ковніра були споруди господарчого призначення — склади, комори, ключарня, палітурня, друкарня. За участю Ковніра споруджено дзвіниці на Ближніх та Дальніх печерах, храм у Китаєві, Кловський палац та інші видатні пам'ятки українського бароко. Яскравим шедевром є Ковнірівський корпус на території Верхньої Лаври — колишнє службове монастирське приміщення.
Києво-Печерській лаврі будівничий віддав майже 40 років своєї праці.

## Дослідження життя і творчості
Дослідження життя і творчої спадщини майстра почалися лише у 20 столітті. Честь уточнення багатьох біографічних даних про Степана Ковніра належить Борису Крицькому, який у 1950-60 роках зокрема з’ясував рік його народження.
Творіння Ковніра викликали захоплення професора Юрія Асєєва, який писав:
|  | Ковнір для Лаври зробив те, що Сансовіно для площі Сан Марко в Венеції - завершив історичний процес складання гармонійного архітектурного комплексу. |

## Творча спадщина
- Київ:
  - Києво-Печерська лавра:
    - Ковнірівський корпус (1721—73);
    - дзвіниці на Ближніх (1759—62) і Дальніх (1754—61) печерах;
    - Кловський палац (1754—61, разом із Василем Нейоловим);
    - іконостас церкви Спаса на Берестові (1760, не зберігся);
    - палітурня (корпус №13) (1757—70);
    - фронтони Успенського собору (1767—69, разом з Й. Бєлінським (Білинським) та Г. Пастуховим);

  - дзвіниця Братського монастиря на Подолі (1756, не збереглася);
  - Свято-Троїцька церква у Китаєві (1763—67).
- Васильків:
  - собор Антонія і Феодосія з дзвіницею (1756—58).

### Роботи на будівництвах інших майстрів
- Київ:
  - Києво-Печерська лавра:
    - Велика лаврська дзвіниця (1731—1745, разом з І. Рубашевським, сім'ями майстрів Горохів, Шароварів та іншими під керівництвом Йогана-Ґоттфріда Шеделя);

  - Андріївська церква (з 1749, разом з іншими під керівництвом Івана Мічуріна за проектом Франческо Бартоломео Растреллі);

### Сумнівна
- Великі Сорочинці:
  - Спасо-Преображенська церква (1723—32).

## Галерея

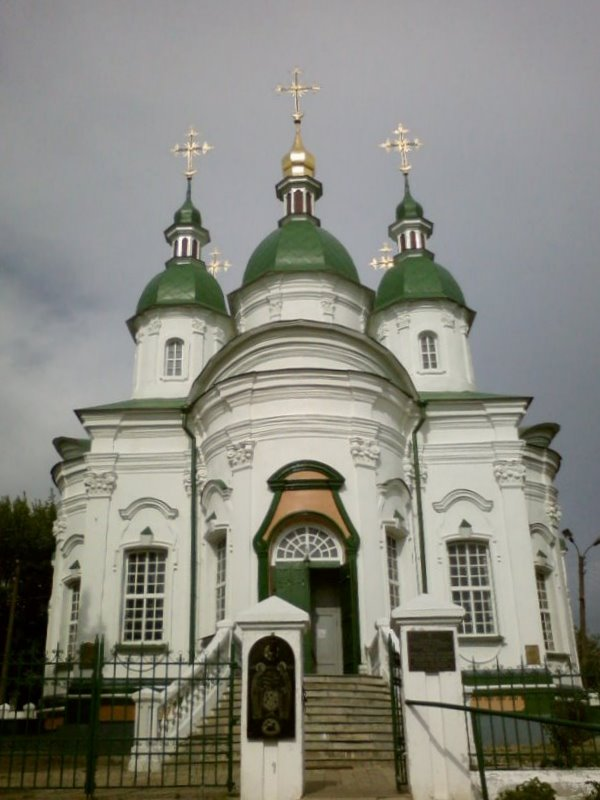
Собор Антонія і Феодосія, Васильків
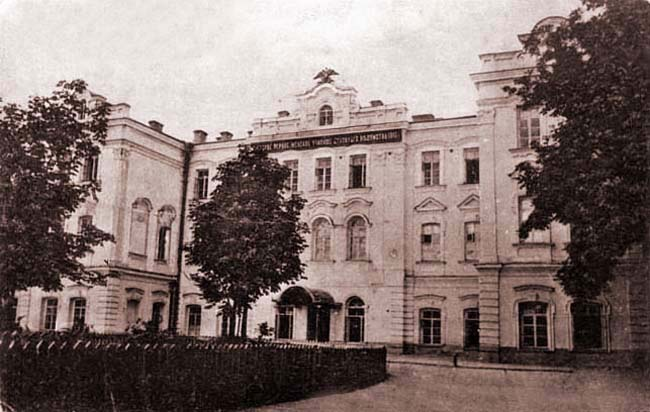
Кловський палац, фото 1901 р.
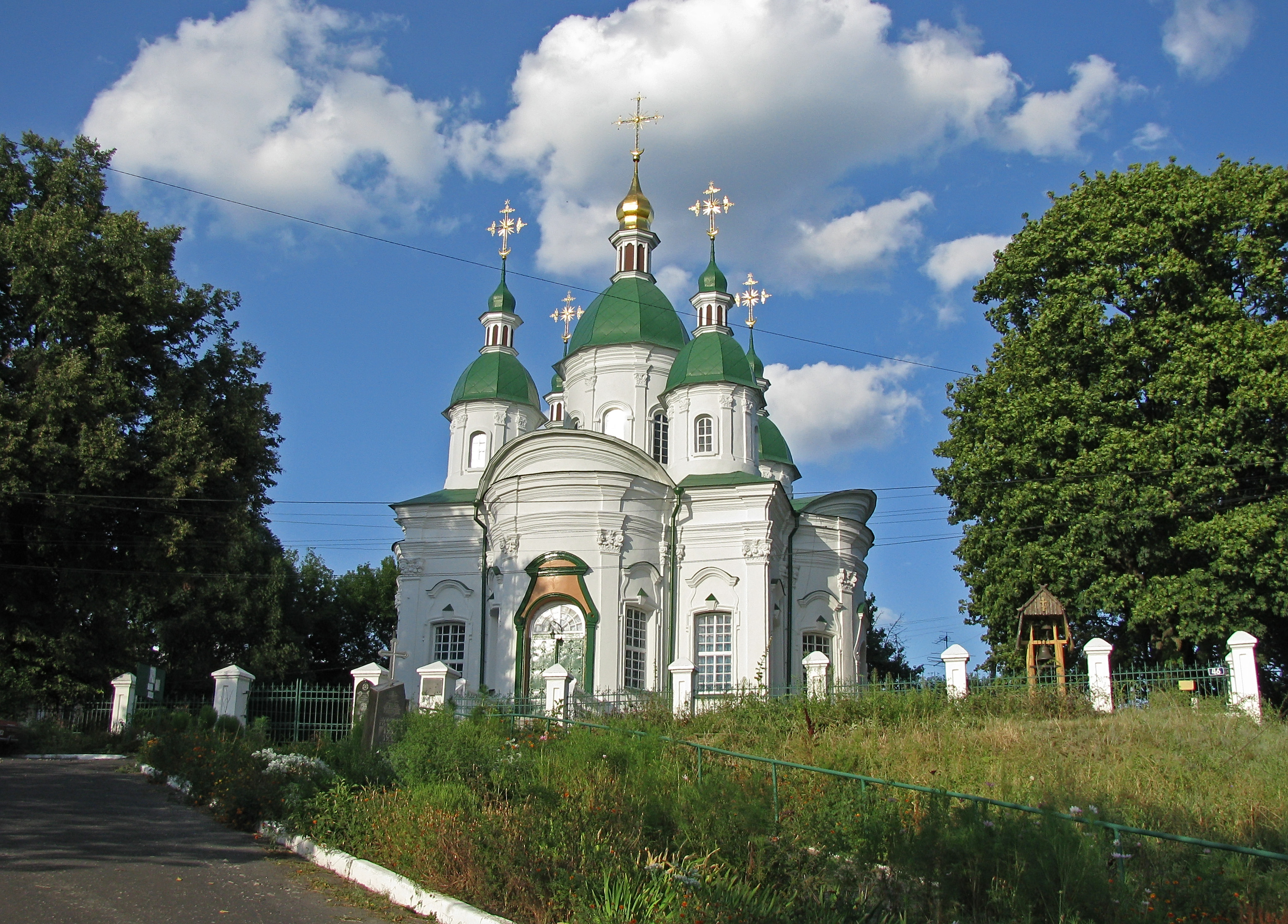
Собор Антонія і Феодосія, Васильків
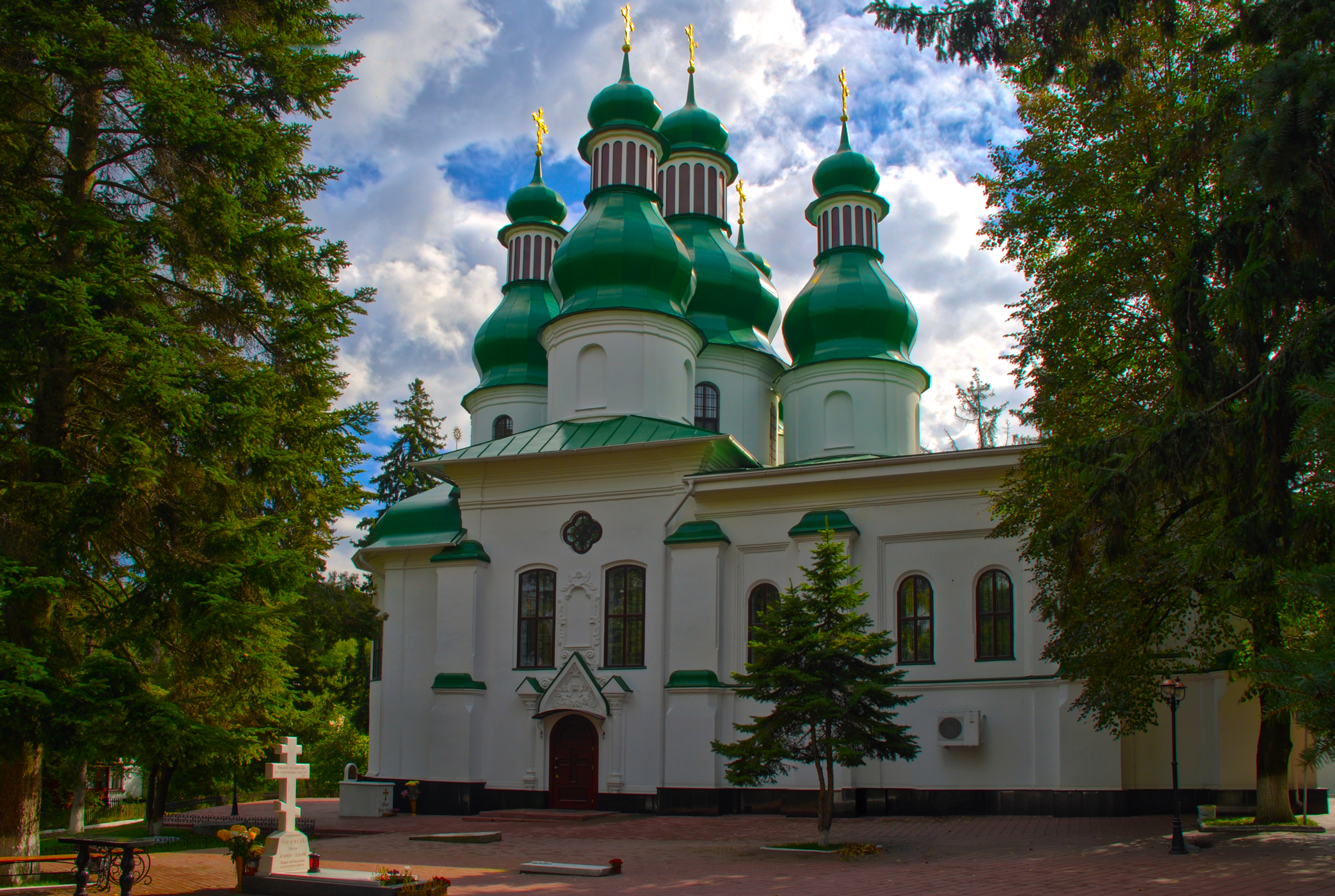
Китаївська пустинь, Троїцька церква
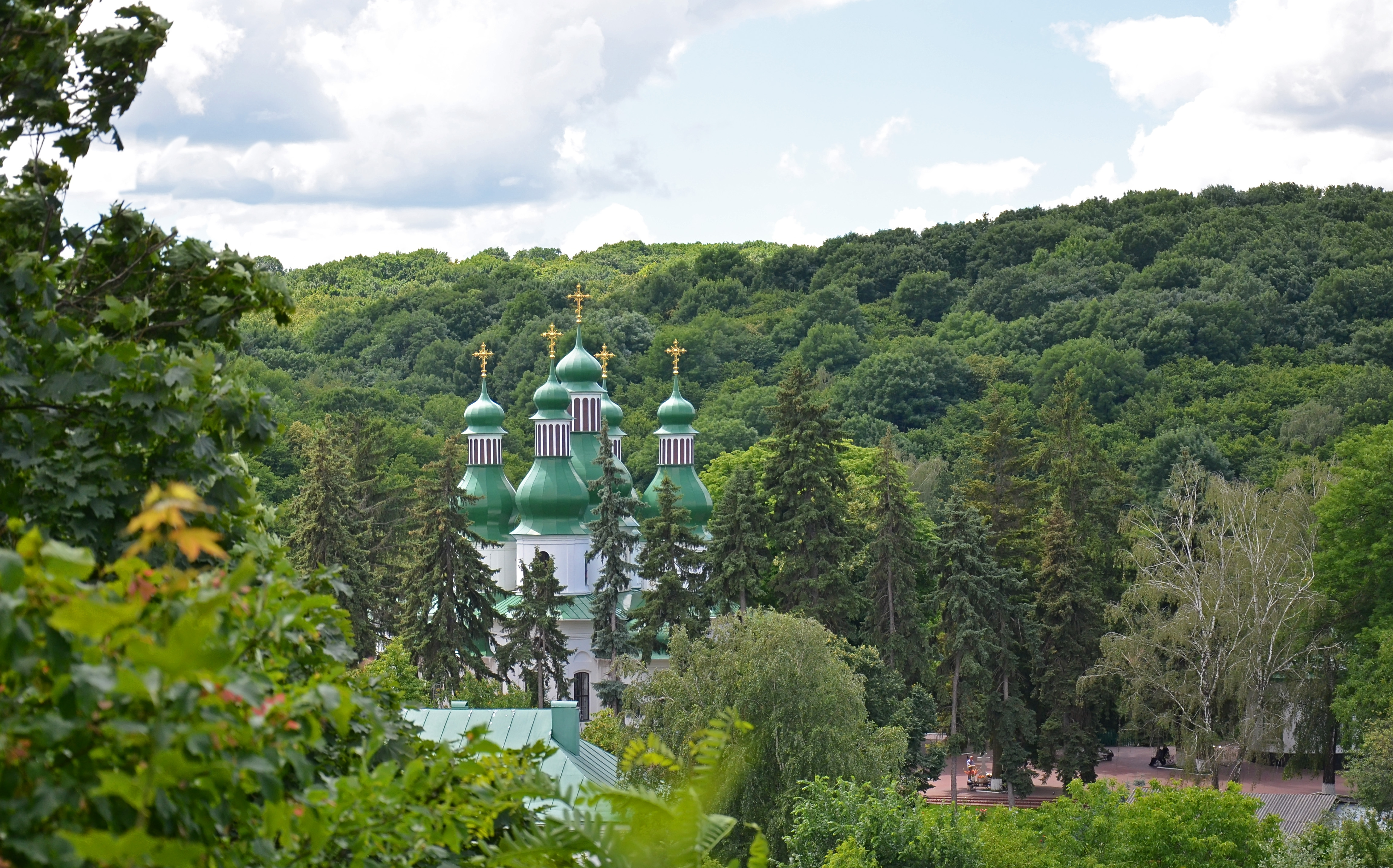
Китаївська пустинь, Троїцька церква
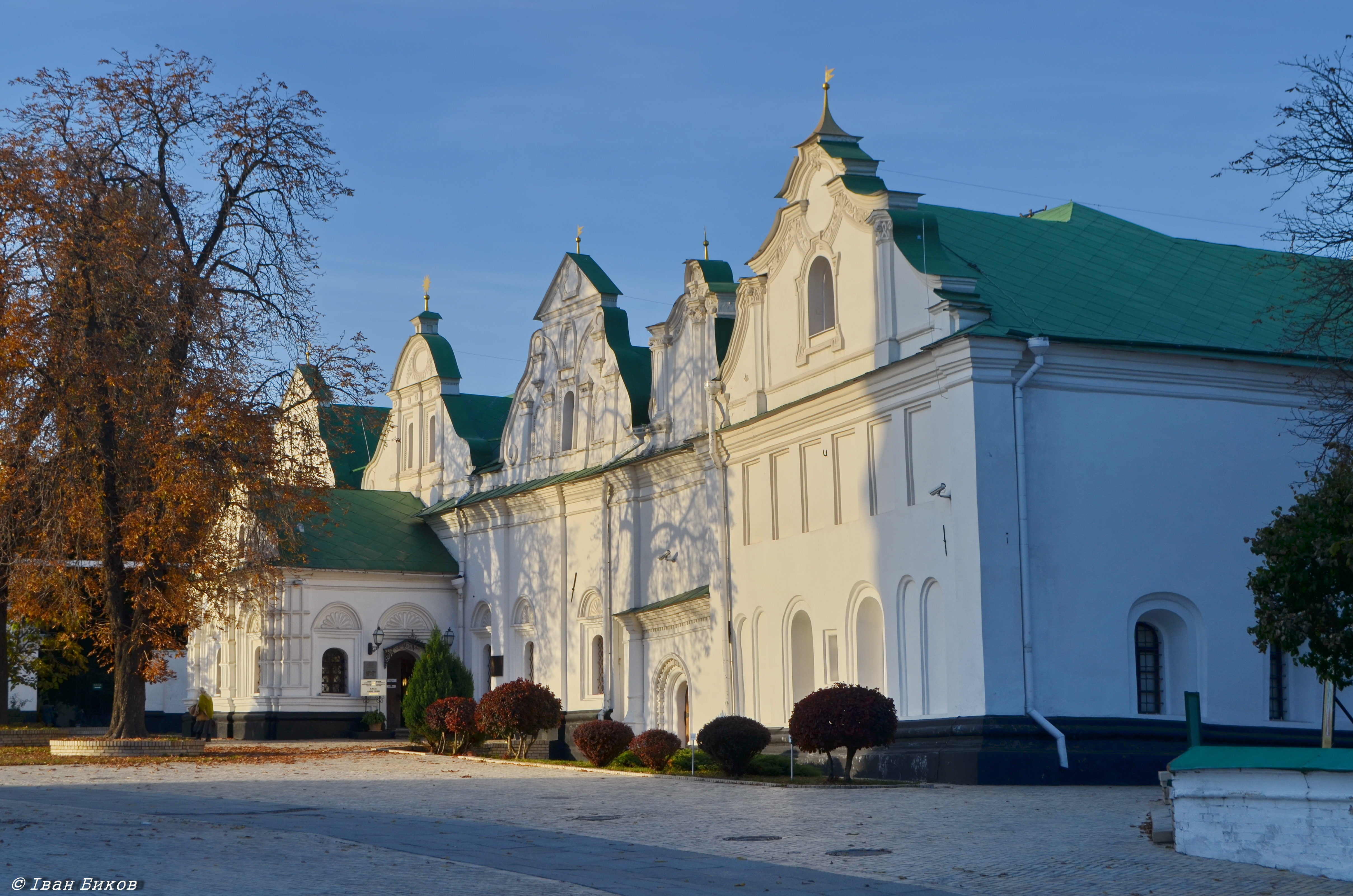
Києво-Печерська лавра, Ковнірівський корпус
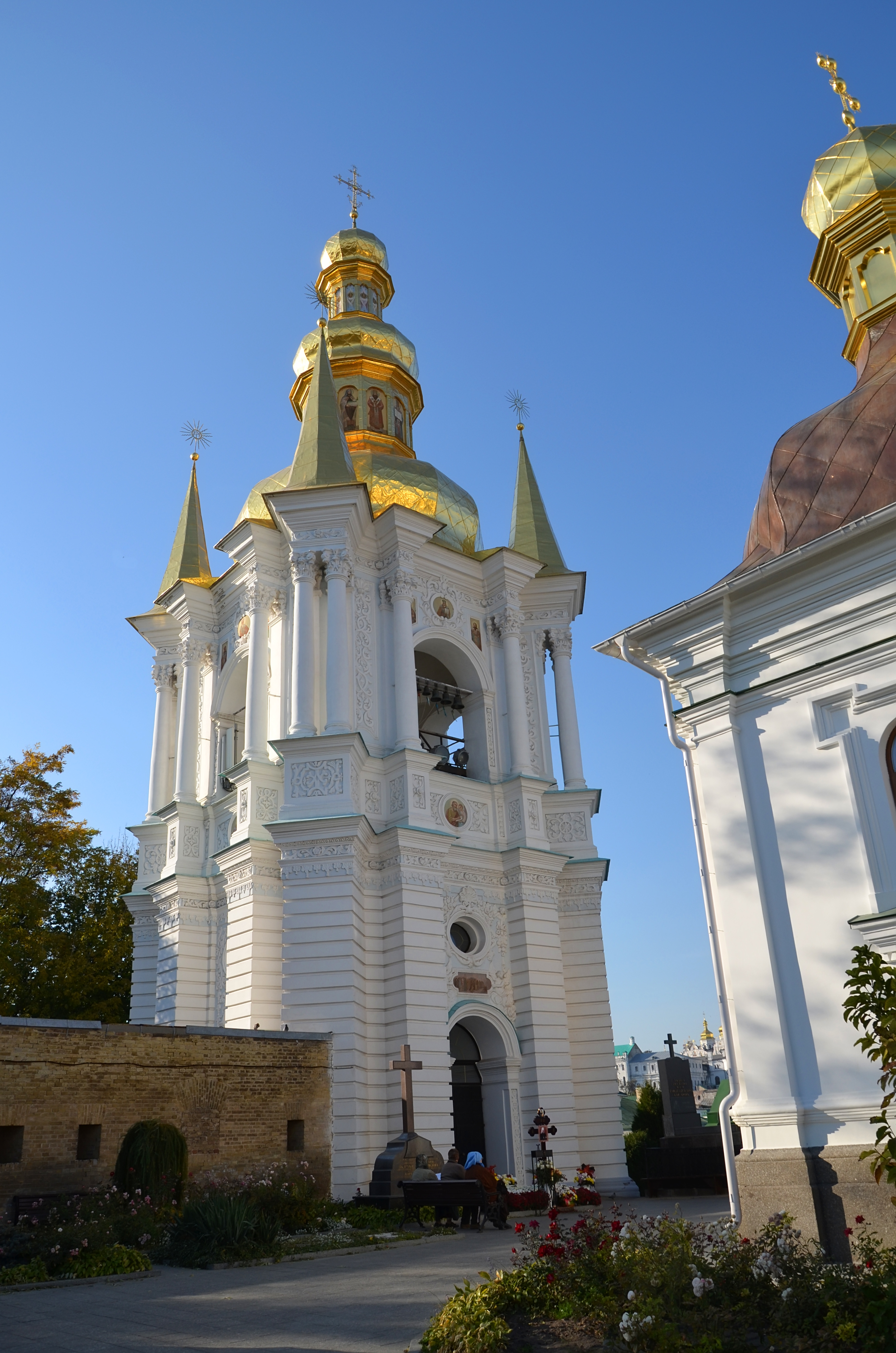
Дзвіниця на Дальніх печерах
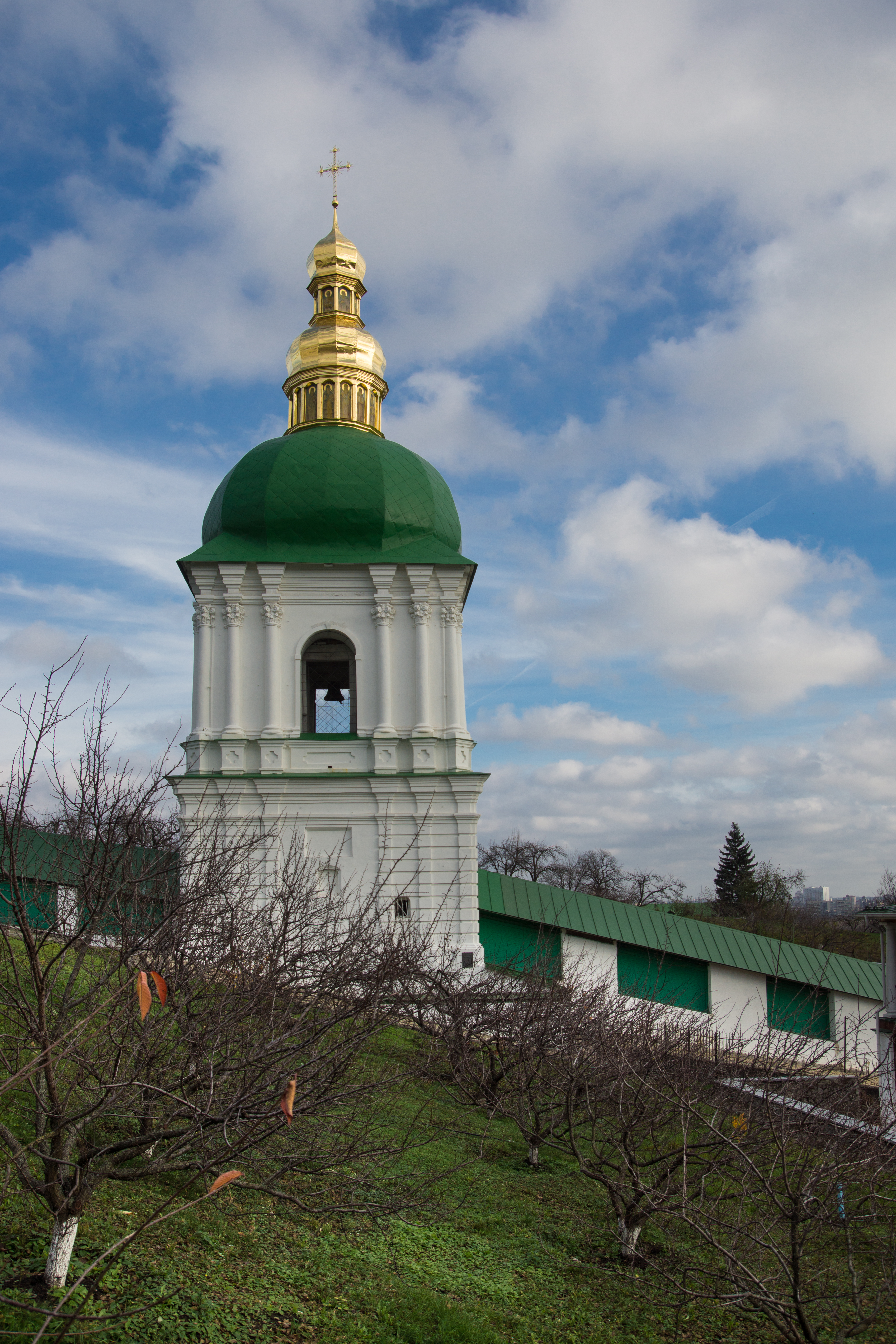
Дзвіниця на Ближніх печерах
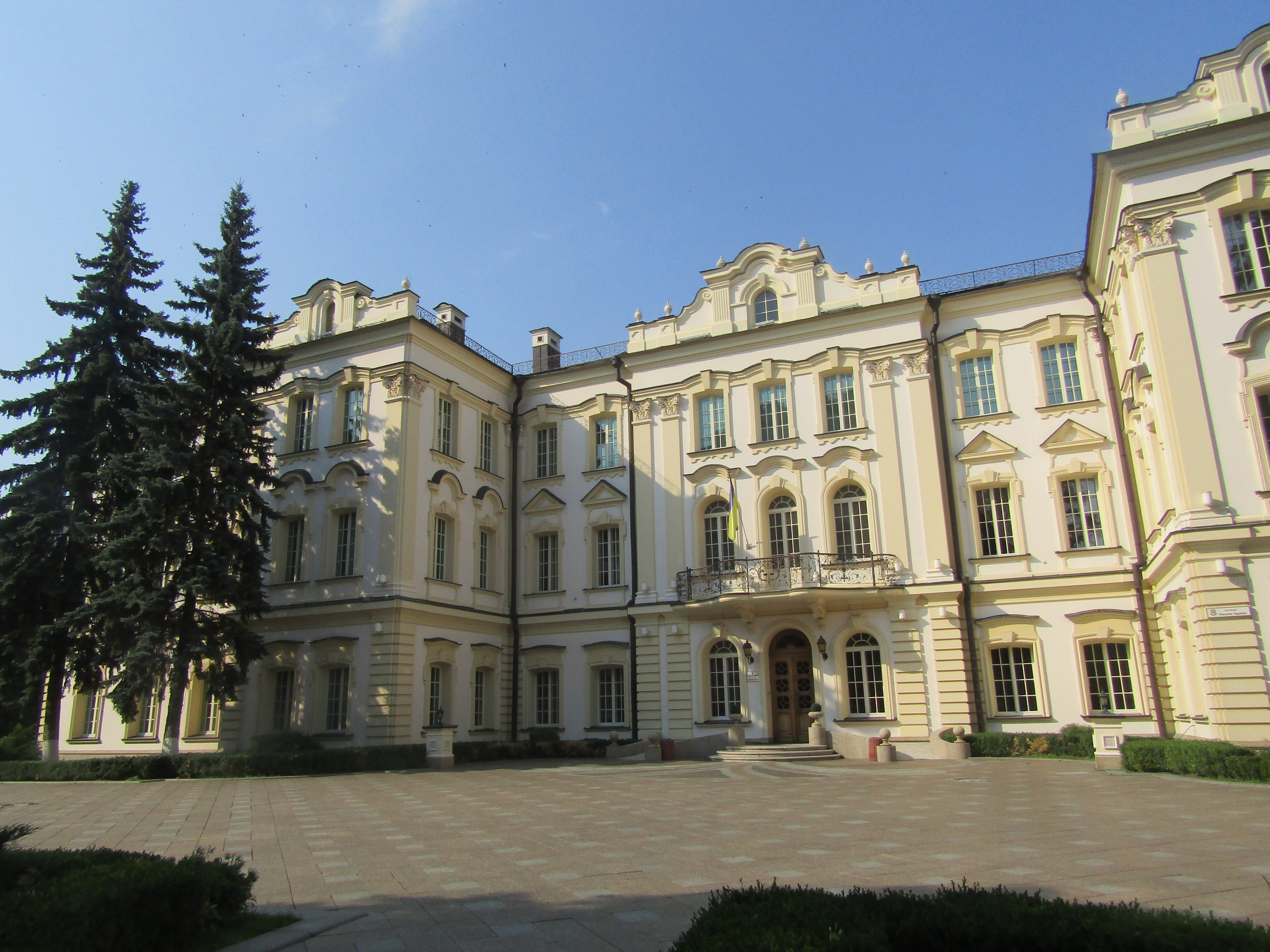
Кловський палац
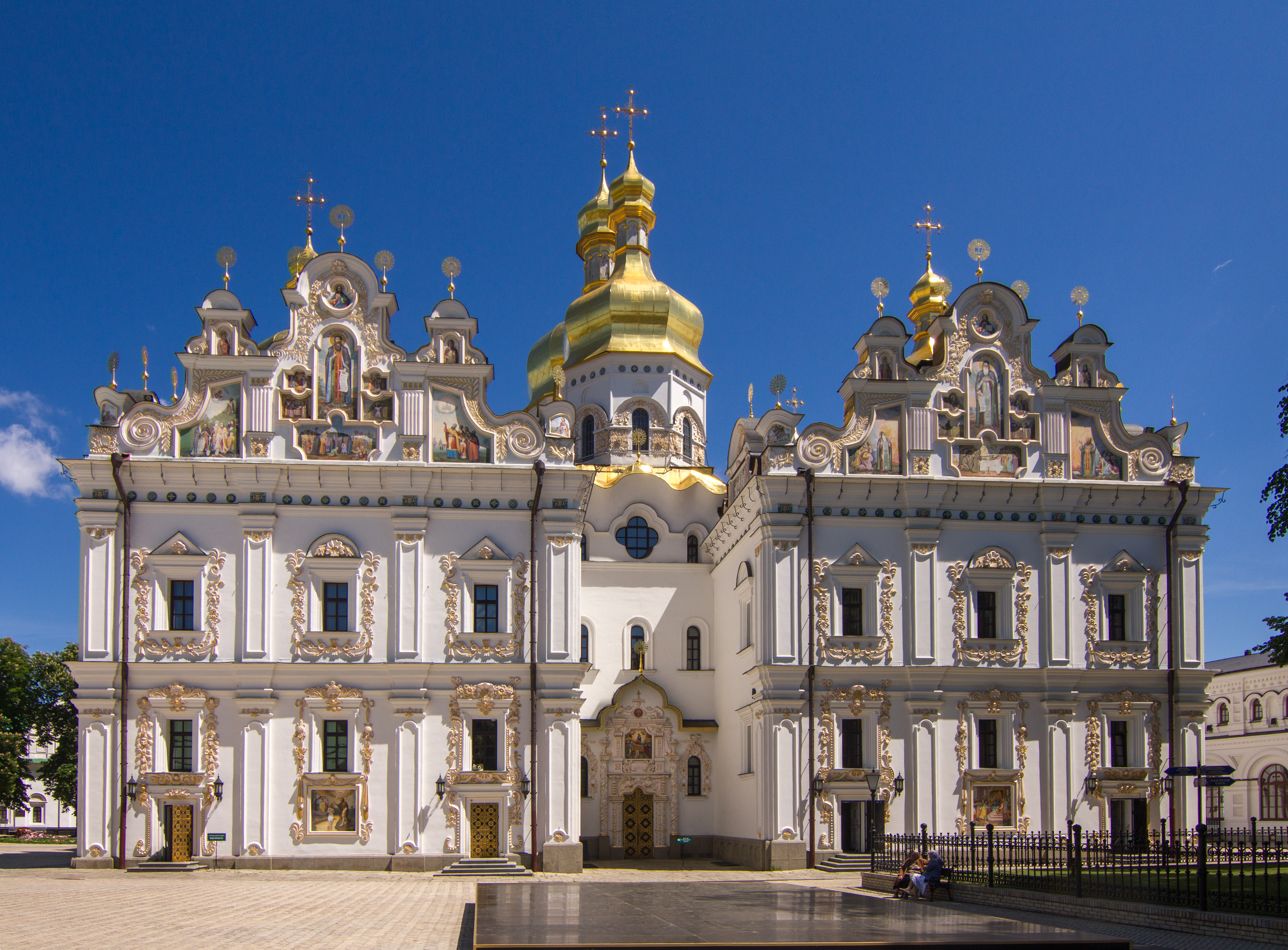
Успенський собор Києво-Печерської лаври
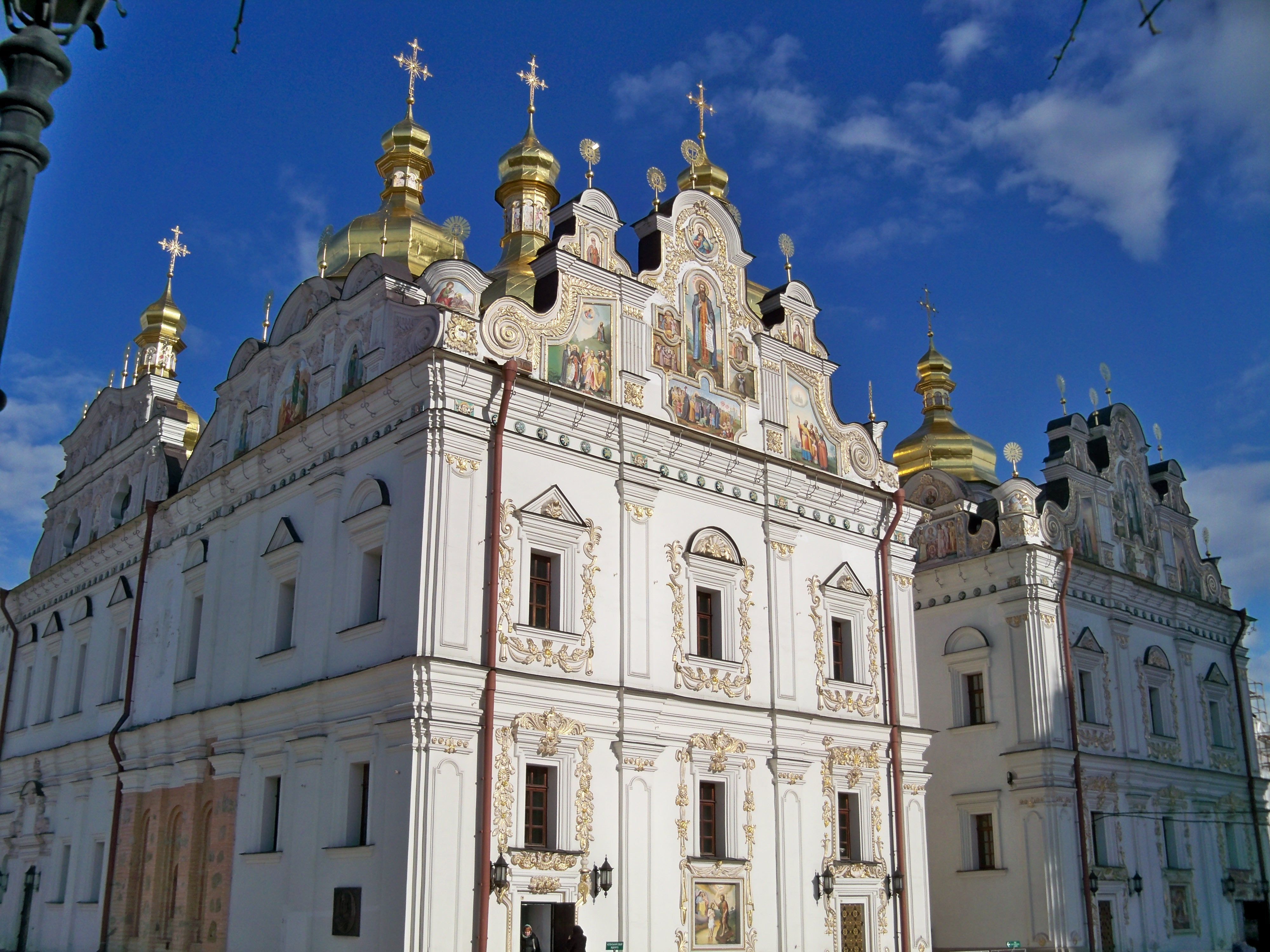
Успенський собор Києво-Печерської лаври
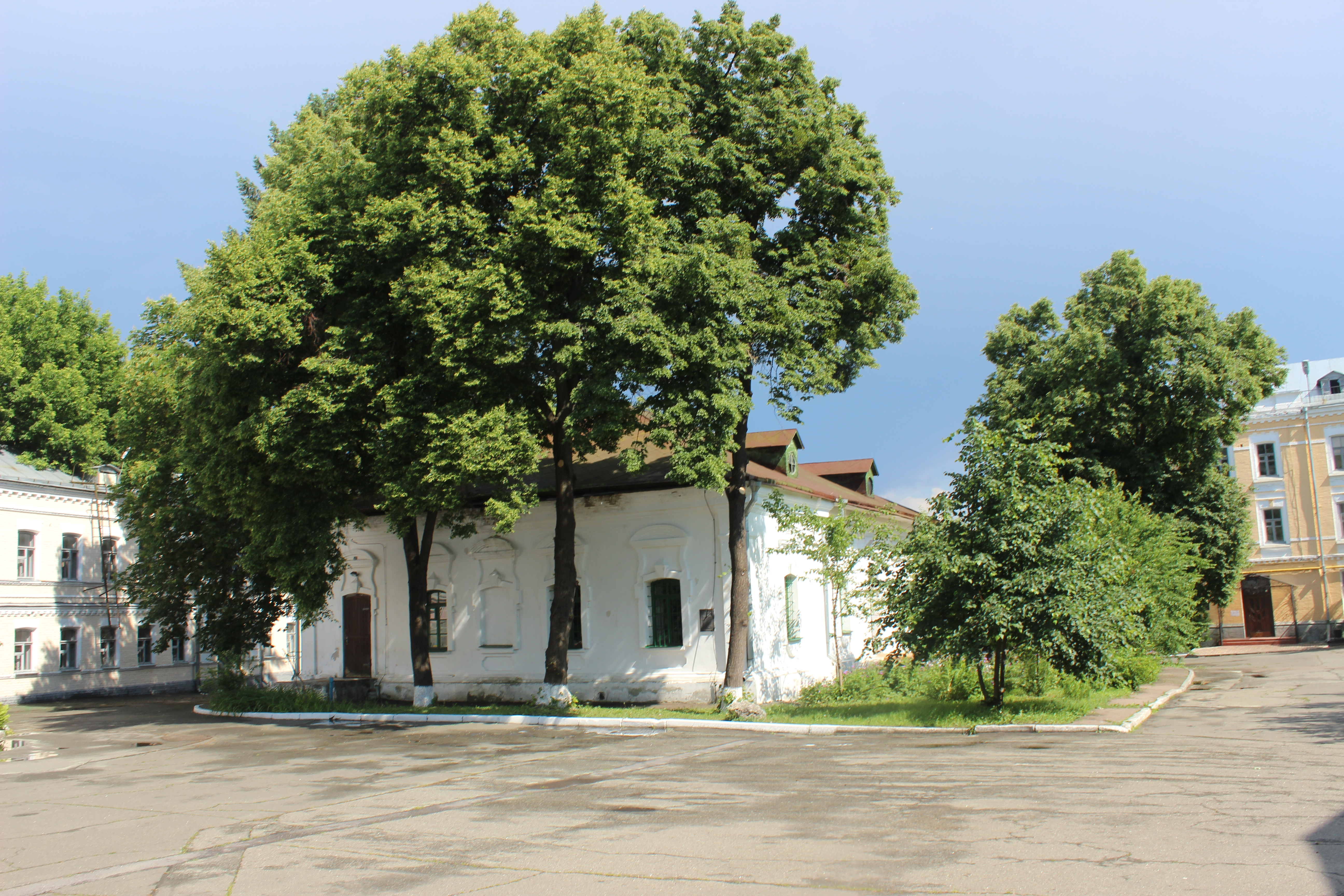
Києво-Печерська лавра, будинок палітурні (корпус №13)